# Pronoe (Tochter des Melampus)
Pronoe (altgriechisch Προνόη Pronóē, deutsch ‚die Vorsorgende, die Vorausdenkerin‘) ist in der griechischen Mythologie die Tochter des Melampus, König von Argos, und der Iphianeira, der Tochter des Megapenthes.
Sie war die Schwester von Manto, Antiphates und Bias. Sie galt als Seherin.